# Ordine mechitarista

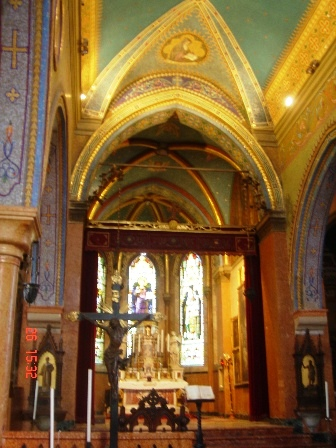
Chiesa di San Lazzaro degli Armeni, Venezia.

La Congregazione mechitarista, o mekhitarista (in latino Ordo mechitaristarum, monachorum armenorum sub regula Sancti Benedicti, in armeno Մխիթարեան?), è un ordine religioso cattolico fondato nel 1700 da Mechitar, un monaco benedettino armeno: i monaci mechitaristi pospongono al loro nome la sigla C.A.M.

## Storia
Il fondatore ed eponimo dell'ordine, Mechitar, nasce a Sebaste attuale Sivas, nella Piccola Armenia nel 1676. All'età di quindici anni entra nel convento di Surb Nshan (letteralmente Santo Segno), retto da monaci armeni di Sant'Antonio abate.
L'attività monacale di quel periodo in Armenia è molto ripiegata sul passato e il giovane Mechitar mal sopporta questa situazione. La sua irrequietezza lo porta a frequenti spostamenti da Sebaste a Erzerum e poi a Echmiadzin. Nel 1691 l'incontro con la cristianità occidentale attraverso un missionario gesuita, forse Jacques Villote, che impressiona molto il giovane.
La chiesa armena è divisa da Roma in quanto formalmente monofisita, sebbene questa divisione sia dettata più da motivi storici che da una reale divisione su temi teologici. Questa divisione era mal sopportata da Mechitar che per tutta la sua vita cerca con tutti i mezzi di favorire il rientro nella chiesa cattolica dei credenti armeni.
Nel 1696 parte per Roma dove intende approfondire i suoi studi, ma una grave malattia lo fa rientrare in patria. Quello stesso anno viene ordinato sacerdote e per quattro anni lavora al servizio della chiesa locale. Nel 1700 va a Costantinopoli e con una decina di discepoli inizia una vita comunitaria orientata alla predicazione e alla pubblicazione di scritti.
L'8 settembre 1701 festa della Natività di Maria la comunità si consacra al Signore con la protezione della Vergine. A causa della loro scelta entrano in conflitto con la chiesa originaria, come cristiani sono mal visti dalla maggioranza musulmana e sono costretti a spostarsi a Modone nella penisola di Morea, a quel tempo sotto controllo della Serenissima.

Nel 1705 la comunità presenta al papa Clemente XI la domanda d'approvazione dell'Ordine con queste parole: 
A questi tre voti (castità, povertà e obbedienza) Mechitar volle aggiungervi un quarto apostolato fino all'effusione del sangue. La sottolineatura dei voti è data dal fatto che nella tradizione del monachesimo armeno essi non venivano pronunciati esplicitamente. Questa non esplicita dichiarazione aveva portato ad un minor rigore dell'applicazione degli stessi nella vita monacale armena del tempo. Con il nome di Congregazione riformata dei monaci armeni di Sant'Antonio abate essa viene accettata dalla chiesa cattolica ad experimentum nel 1711.
Un'altra caratteristica peculiare dell'ordine è l'obbligo, per i suoi membri, di essere armeni almeno da parte di uno dei genitori. La richiesta viene accolta come detto, ma Roma pretende l'adesione della Congregazione a una regola accettata dalla chiesa cattolica, le opzioni sono tra la regola di San Basilio o di San Benedetto (la regola di Sant'Antonio abate non aveva una base scritta) e Mechitar sceglie la regola di San Benedetto che è più affine al suo modo di intendere il monachesimo.
La permanenza di Mechitar nella penisola, gli permette di conoscere importanti uomini politici veneziani come: il futuro doge, allora ammiraglio, Alvise Sebastiano Mocenigo ed Angelo Emo che è governatore di Morea.

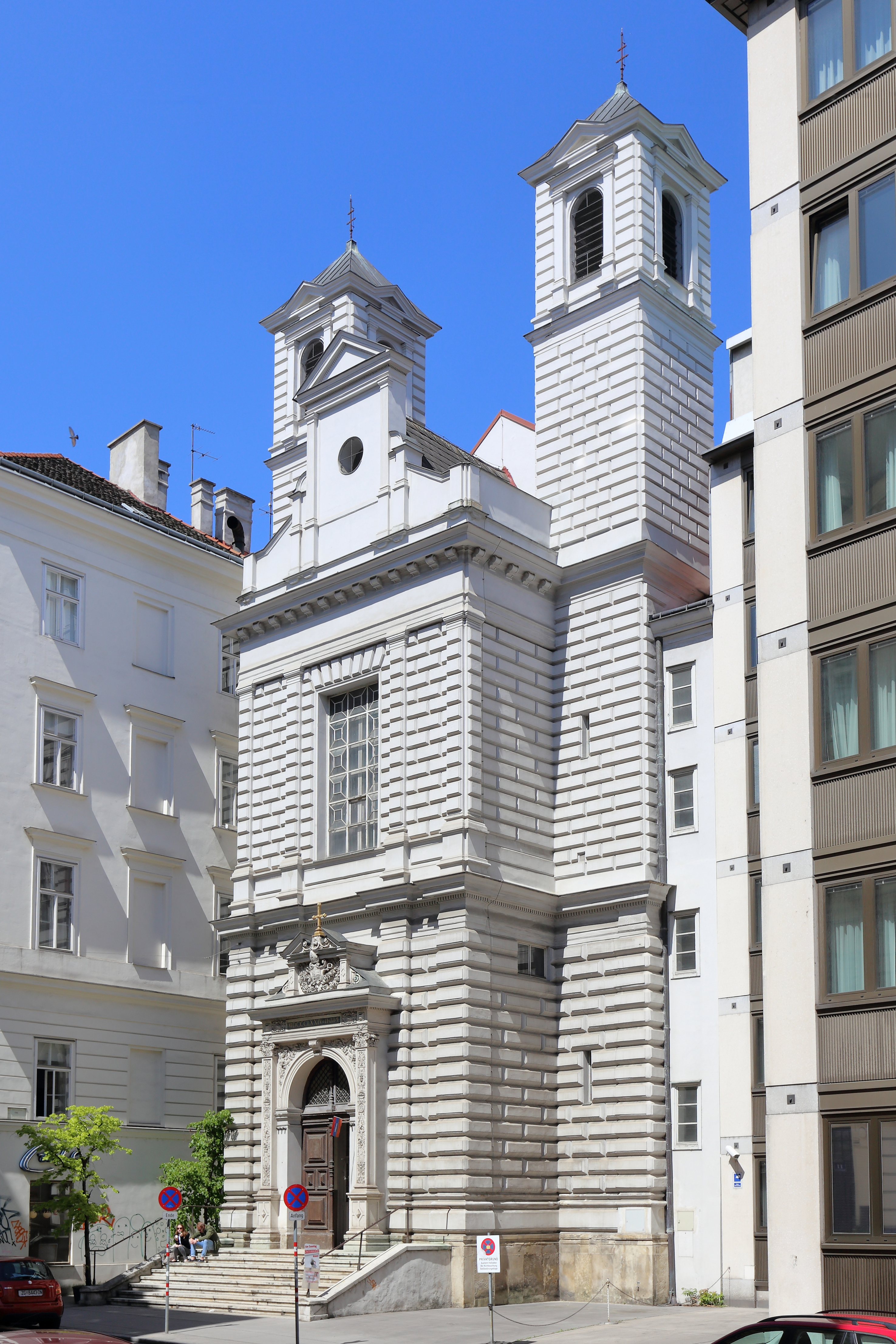
Chiesa dell'Ordine mechitarista a Vienna.

I venti di guerra che incombono sulla penisola fanno migrare l'Ordine a Venezia nel 1715. Temporaneamente vengono accolti presso la chiesa di San Martino, in attesa di una sistemazione definitiva che avverrà nel 1717 con l'assegnazione, da parte della serenissima, dell'isola di San Lazzaro, dove ha la sua sede tuttora.
Mechitar muore il 27 aprile del 1749, lasciando una solida realtà religiosa nelle mani del suo giovane successore Stephanos Melkonian, che la conduce fino al 1800.
Seguendo l'esempio del fondatore, i monaci continuano il lavoro di riscoperta, di studio, di traduzione e di stampa di antichi scritti armeni e della traduzione in armeno di importanti opere sia classiche che della cristianità. Il lavoro di approfondimento e di studio di questa antica lingua ha permesso di riscoprire e far conoscere una ricca e importante letteratura.
La comunità, però, è scossa da tensioni che sfociano nel 1772 in una scissione. Un gruppo di monaci rimane a Venezia, mentre un altro abbandona San Lazzaro per dirigersi da prima a Trieste, dove vengono ben accolti dall'impero austriaco, in seguito si spostano definitivamente a Vienna ove svolgono tuttora la loro attività.
I due rami mechitaristi, chiamati Congregazione mechitarista di Venezia e Congregazione mechitarista di Vienna, svolgono attività simili, ma si può dire che il ramo viennese è meno attento alle posizioni teologiche-canoniche della Curia romana rispetto a quello veneziano. L'Ordine, coerentemente con i suoi principi, ha dato un importantissimo contributo allo sviluppo culturale del popolo armeno.
Nel 2000 i due rami si sono ricongiunti, riportando l'Ordine all'originaria unità e, alla fine del 2015, l'ordine contava 11 monasteri e 28 religiosi, 24 dei quali sacerdoti.

## Vescovi viventi legati all'ordine
- Boghos Levon Zekiyan, arcieparca di Costantinopoli, membro dell'ordine dal 1967 al 1993.